# Sony Mavica MVC-FD5
Le Sony Mavica MVC-FD5 est un appareil photographique numérique fabriqué par Sony.
Il est mis sur le marché fin 1997, début 1998. Avec son lecteur de disquettes 3,5 pouces intégré, il a des dimensions de 12,7 × 11,4 × 6,4 cm.
Possédant une résolution de 0,31 mégapixels et un objectif fixe, sa portée minimum de mise au point est de 8 cm. La balance des blancs se fait de manière automatique et son flash, intégré, peut être autorisé ou non, ou en mode automatique.
Il est suivi rapidement par le MVC-FD7 qui possède un zoom de 10X.

## Caractéristiques
- Capteur CCD : 0,31 million de pixels
- Focale de l'objectif : 47 mm
- Ouverture de l'objectif : F/4,8
- Vitesse d'obturation : 1/60 à 1/4000 s
- Résolution d'image : 640×480 au format JPEG
- Stockage : disquette 3,5 pouces
- Écran LCD de 2,5 pouces
- Batterie propriétaire rechargeable Lithium-ion NP-F330 et chargeur
- Poids : 530 g